# Ukeshima
Ukeshima oder auch Ukejima (japanisch 請島) ist eine Insel der japanischen Amami-Gruppe. Die Insel gehört administrativ zur Stadt Setouchi im Landkreis Ōshima-gun der Präfektur Kagoshima.

## Geographie
Ukeshima hat eine Fläche von 13,34 km² bei einem Umfang von 24,8 km. Die höchste Erhebung erreicht eine Höhe von 398,4 m. Die Insel hat eine etwa in Nordwest-Südostrichtung langgestreckte Form. Nachbarinseln sind im Westen Yoroshima und im Norden Kakeroma-jima. Die Einwohnerzahl von Ukeshima betrug 2020 noch 77 und war damit stark rückläufig gegenüber einer Zahl von 249 Einwohnern im Jahr 1995. Der Nordwesten der Insel ist Teil des Amamiguntō-Nationalparks.
| Jahr          | 1995 | 2000 | 2005 | 2010 | 2015 | 2020 |
| ------------- | ---- | ---- | ---- | ---- | ---- | ---- |
| Einwohnerzahl | 249  | 200  | 162  | 132  | 82   | 77   |

## Flora und Fauna
Die Fauna der Insel umfasst unter anderem die Gekkoart Gekko vertebralis und die als gefährdet eingestufte Skinkart Plestiodon barbouri. Darüber hinaus ist auf der Insel auch die Nominatform der als potentiell gefährdet eingestuften Giftnatternart Sinomicrurus japonicus verbreitet. Eine auf der Insel lebende Amphibie ist die Schwanzlurchart Echinotriton andersoni aus der Familie der Echten Salamander. Die auf den Nansei-Inseln endemische Art wird als gefährdet eingestuft. Darüber hinaus kommt auf Ukejima der Prachthäher (Garrulus lidthi) aus der Gattung Garrulus vor, welcher der Präfekturvogel von Kagoshima ist. Er ist ebenfalls auf den Amami-Inseln endemisch und gilt als gefährdet. Seine Nahrung sind Baumfrüchte wie Eicheln, beispielsweise von Quercus glauca und Castanopsis cuspidate. Im Mai bis Juni blüht auf den Berghängen von Ukeshima die Lilienart Lilium ukeyuri, die auf den Amami-Inseln Ukeshima, Yoroshima, Kakeroma-jima, Amami-Ōshima und Tokunoshima verbreitet ist. Die nach Ukeshima benannte Art gilt als vom Aussterben bedroht. Auf Ukeshima endemisch ist darüber hinaus die Unterart Neolucanus progenetivus hamaii aus der Käferfamilie der Schröter. Diese ist vom Aussterben bedroht und das Sammeln der Tiere ist verboten. Die Insel bildet zudem das südlichste Verbreitungsgebiet der Japanischen Honigbiene.

## Wirtschaft und Verkehr
Auf Ukeshima werden Zierfarne gezüchtet. Darüber hinaus werden Rinder und Schweine gehalten und Kurkuma angebaut. Ein Hafen befindet sich auf der Nordseite der Insel. Von dort aus gibt es Verbindungen zur Nachbarinsel Yoroshima im Westen sowie nach Norden zum Ikenma-Hafen (生間港) auf Kakeroma-jima und zum Koniya-Hafen (古仁屋港) auf Amami-Ōshima.

## Galerie

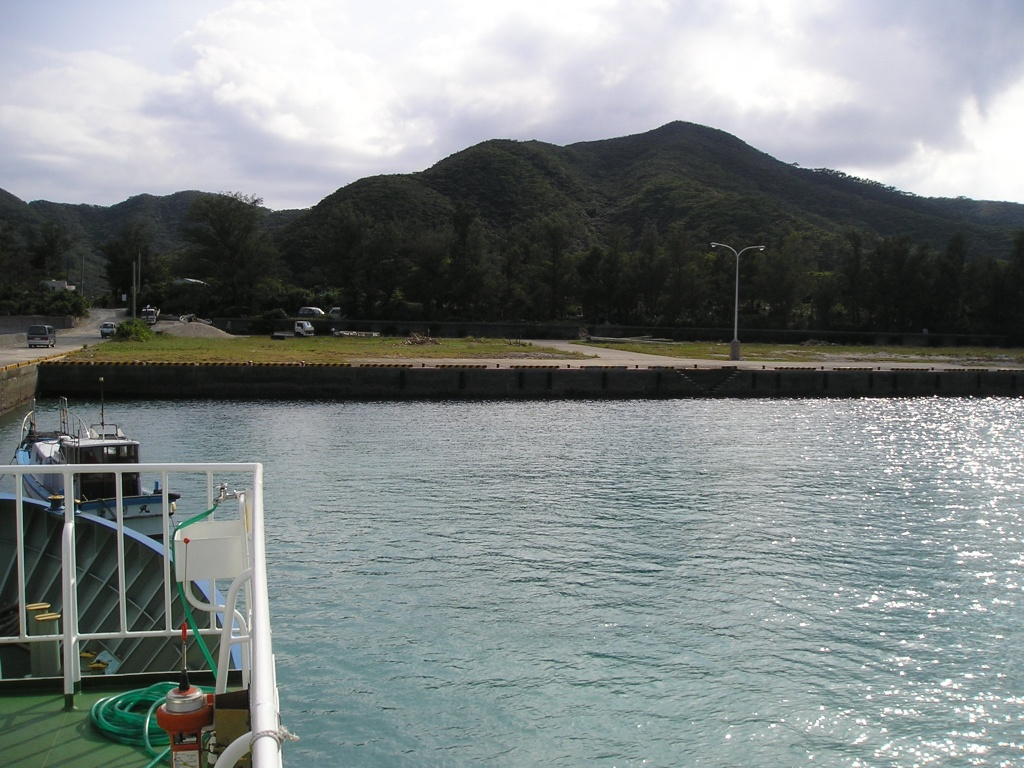
Hafen von Ukeshima
Die Lilienart Lilium ukeyuri wurde nach der Insel Ukeshima benannt.